# Благовіщенська міська рада
Благовіщенська міська́ ра́да (до 2016 року — Ульяновська) — адміністративно-територіальна одиниця та орган місцевого самоврядування в Благовіщенському районі Кіровоградської області. Адміністративний центр — місто Благовіщенське.

## Загальні відомості
- Територія ради: 7,05 км²
- Населення ради: 6081 особа (станом на 2015 рік)[1]

## Населені пункти
Міській раді підпорядковані населені пункти:
- м. Благовіщенське

## Склад ради
Рада складається з 30 депутатів та голови.
- Голова ради: Антошко Олег Володимирович

### Керівний склад попередніх скликань
| Прізвище, ім'я, по батькові | Основні відомості                                            | Дата обрання | Дата звільнення |
| --------------------------- | ------------------------------------------------------------ | ------------ | --------------- |
| Довгополий Віталій Петрович | Міський голова, __року народження, освіта ____, безпартійний | 26.03.2006   | 31.10.2010      |
| Довгополий Віталій Петрович | Міський голова, __року народження, освіта ____, безпартійний | 31.10.2010   |                 |

Примітка: таблиця складена за даними сайту Верховної Ради України

### Депутати
За результатами місцевих виборів 2010 року депутатами ради стали:

#### За суб'єктами висування
| Суб'єкт висування                                       | Кількість обраних депутатів | %    |
| ------------------------------------------------------- | --------------------------- | ---- |
| Партія регіонів                                         | 10                          | 33,3 |
| Єдиний Центр                                            | 4                           | 13,3 |
| Народна партія                                          | 4                           | 13,3 |
| Політична партія Всеукраїнське об'єднання «Батьківщина» | 3                           | 10   |
| Політична партія «Сильна Україна»                       | 3                           | 10   |
| Комуністична партія України                             | 2                           | 6,7  |
| Українська Народна Партія                               | 2                           | 6,7  |
| Партія зелених України                                  | 1                           | 3,3  |
| Політична партія «Фронт Змін»                           | 1                           | 3,3  |

#### За округами
| № округу                                                | Прізвище, ім'я, по батькові    | Дата визнання обраним | Освіта             | Партійна приналежність                        | Відомості про обраного депутата |
| ------------------------------------------------------- | ------------------------------ | --------------------- | ------------------ | --------------------------------------------- | --- |
| Єдиний Центр                                            |                                |                       |                    |                                               | |
| б/м                                                     | Буран Клавдія Іванівна         | 02.11.2010            | вища               | позапартійна                                  | тимчасово не працює |
| 8                                                       | Бурлака Олена Павлівна         | 08.11.2010            | середня спеціальна | позапартійна                                  | дошкільний навчальний заклад м. Благовіщенське, вихователь                                                                                    |
| 13                                                      | Видойний Ігор Анатолійович     | 08.11.2010            | вища               | позапартійний                                 | Благовіщенський районний центр зайнятості, заступник директора                                                                                |
| 14                                                      | Брицька Наталія Федорівна      | 08.11.2010            | середня спеціальна | позапартійна                                  | тимчасово не працює |
| Комуністична партія України                             |                                |                       |                    |                                               | |
| б/м                                                     | Малашко Іван Олексійович       | 02.11.2010            | середня            | член Комуністичної партії України             | пенсіонер |
| 2                                                       | Косевич Михайло Петрович       | 08.11.2010            | середня            | позапартійний                                 | пенсіонер |
| Народна Партія                                          |                                |                       |                    |                                               | |
| б/м                                                     | Гмиря Ганна Олександрівна      | 02.11.2010            | вища               | член Народної партії                          | відділ статистики в Благовіщенському районі, головний спеціаліст                                                                              |
| б/м                                                     | Галицький Олег Валентинович    | 02.11.2010            | вища               | член Народної партії                          | Благовіщенське районне відділення Пенсійного фонду України, головний спеціаліст відділу обліку надходжень                                     |
| 3                                                       | Дідур Олександр Іванович       | 08.11.2010            | вища               | член Народної партії                          | управління АПР Благовіщенської РДА, начальник фінансово-кредитного відділу                                                                    |
| 11                                                      | Плетенчук Богдан Олексійович   | 08.11.2010            | середня спеціальна | позапартійний                                 | Благовіщенська міська рада, секретар |
| Партія Зелених України                                  |                                |                       |                    |                                               | |
| 9                                                       | Яворович Олег Ігоревич         | 08.11.2010            | середня            | член Партії Зелених України                   | приватний підприємець |
| Партія регіонів                                         |                                |                       |                    |                                               | |
| б/м                                                     | Чалапко Василь Олексійович     | 02.11.2010            | вища               | позапартійний                                 | Благовіщенське відділення фонду соціального страхування від нещасних випадків на виробництві та професійних захворювань, завідувач відділення |
| б/м                                                     | Лозінська Олена Григорівна     | 02.11.2010            | вища               | член Партії регіонів                          | Благовіщенська централізована бібліотечна система, бібліотекар                                                                                |
| б/м                                                     | Животовська Тамара Федорівна   | 02.11.2010            | вища               | позапартійна                                  | Благовіщенське відділення банку «Надра», начальник відділення                                                                                 |
| б/м                                                     | Юрченко Леонід Петрович        | 02.11.2010            | вища               | член Партії регіонів                          | управління агропромислового розвитку Благовіщенської РДА, начальник управління                                                                |
| б/м                                                     | Бурлака Олена Іванівна         | 02.11.2010            | вища               | позапартійна                                  | Благовіщенська централізована бібліотечна система, методист                                                                                   |
| 1                                                       | Мишоловка Микола Федорович     | 08.11.2010            | вища               | член Партії регіонів                          | Лозуватська загальноосвітня школа, вчитель |
| 7                                                       | Запорожець Володимир Дмитрович | 08.11.2010            | вища               | позапартійний                                 | приватний підприємець |
| 10                                                      | Череп Світлана Василівна       | 08.11.2010            | вища               | член Партії регіонів                          | Благовіщенське управління ПФУ, начальник відділу                                                                                              |
| 12                                                      | Грибова Марина Іванівна        | 08.11.2010            | вища               | член Партії регіонів                          | Благовіщенське управління ПФУ, головний спеціаліст-економіст                                                                                  |
| 15                                                      | Кокоба Людмила Миколаївна      | 08.11.2010            | вища               | позапартійна                                  | Благовіщенський навчально-виховний комплекс «Благовіщенська гімназія — загальноосвітня школа № 1», заступник директора                        |
| Політична партія Всеукраїнське об'єднання «Батьківщина» |                                |                       |                    |                                               | |
| б/м                                                     | Нікітіна Ілона Валеріївна      | 02.11.2010            | середня спеціальна | член Всеукраїнського об'єднання «Батьківщина» | ВО «Батьківщина» м. Благовіщенське, секретар-оператор                                                                                         |
| б/м                                                     | Пасічник Андрій Андрійович     | 02.11.2010            | вища               | член Всеукраїнського об'єднання «Батьківщина» | автозаправна станція с. Станіславове, начальник                                                                                               |
| б/м                                                     | Остапчук Володимир Трохимович  | 02.11.2010            | вища               | член Всеукраїнського об'єднання «Батьківщина» | пенсіонер |
| Політична партія «Сильна Україна»                       |                                |                       |                    |                                               | |
| б/м                                                     | Батенко Володимир Миколайович  | 02.11.2010            | вища               | член Політичної партії «Сильна Україна»       | Благовіщенський навчально-виховний комплекс «Гімназія-загальноосвітня школа I-III ст. № 1», вчитель                                           |
| 5                                                       | Стаднік Ігор Миколайович       | 08.11.2010            | вища               | член Політичної партії «Сильна Україна»       | кредитна спілка"Центр Кредит", юрист |
| 6                                                       | Лохаївський Юрій Петрович      | 08.11.2010            | вища               | член Політичної партії «Сильна Україна»       | філія відділення ПАТ Промінвестбанк, завідувач безбалансового відділення                                                                      |
| Політична партія «Фронт Змін»                           |                                |                       |                    |                                               | |
| б/м                                                     | Семенюк Альона Володимирівна   | 02.11.2010            | вища               | член Політичної партії «Фронт Змін»           | Благовіщенський навчально-виховний комплекс «Гімназія-загальноосвітня школа I-III ст. № 1», вчитель                                           |
| Українська Народна Партія                               |                                |                       |                    |                                               | |
| б/м                                                     | Довгополий Віталій Петрович    | 02.11.2010            | середня спеціальна | позапартійний                                 | Благовіщенська санітарно-епідеміологічна станція, помічник головного санітарного лікаря                                                       |
| 4                                                       | Білоус Геннадій Анатолійович   | 08.11.2010            | вища               | позапартійний                                 | приватний підприємець |